# Fulgur
A Fulgur Koszterszitz József Koszter atya néven írt irredenta tudományos-fantasztikus regénye, amiben egy tudós vezetésével a cserkészszövetség visszafoglalja Nagy-Magyarországot.

## Cselekmény
|  | Alább a cselekmény részletei következnek! |

A történetet hat kiscserkész szemén keresztül látják. Egyik este egy ismeretlen ember lecsalogatja őket föld alatti barlangrendszerébe, rövidesen kiderül, hogy már mindent tud róluk látja őket az iskolában, üzenetet tud küldeni anélkül hogy bárki látta volna bejönni. Az ismeretlen neve Fulgur, az erős a tudós, aki megfejtette a kozmikus sugárzás titkát és harminc évvel kora tudományos szintje előtt jár. (Később azt is elárulják az olvasónak, hogy mielőtt ezt a nevet vette volna fel Lurkó néven már szerepelt Koszter atya egy korábbi regényében) Törhetetlen anyagot gaboritot tud előállítani, egy telehor nevű távcső műszerrel bárhova be tud lesni. Céljai eléréséhez szüksége van az ifjúság pártfogására s bár csak annyit árul el róluk,hogy a világtörténelembe akar beavatkozni a fiúk "megmagyarázhatatlan vonzódást éreznek iránta."Az elkövetkező években a fulgensek-Fulgur fiú-hadserege több új találmány kísérleteinél vesznek részt, például a gondolatolvasásénál, közben pedig tanulják a Fulgurtól kapott feladataikat. Tanúi lehetnek, amint véget vetnek a japán-mandzsu háborút megnyerik Japánnak, azzal, hogy katonákat egyszerűen elaltatják. Később nem avatkoznak többé más országok ügyeibe, mondván minden népnek önmagától kell megérnie. Fulgur megindítja a Jóság Hadjáratát, felvásárolja a nyomortelepeket és mindenkinek munkát ad a gyártelepén. A részegeseket, elégedetlenkedőket egyszerűen elviteti-nem derül ki egyértelműen hová.-szintén megveszi a Szaharát és az Északi-sarkot. Az előbbiben virágzó mezőgazdaságot hoz létre.
a Második Hadjáratban gaboritkerítéssel veszi körbe először a Háromtagadásos Határt(gyaníthatóan az Második Bécsi Döntéssel visszaadott területet) majd egész Nagy-Magyarországot. A Háromtagadásos határt harc nélkül vesszük vissza-ezután Fulgurt megválasztják teljhatalmú diktátornak. Közben a németek megszerzik egész Lengyelországot és Csehországot békés úton(mint tudjuk a valóságban ez nem így történt) és nekünk adják egész Kárpátalját.
A többi területért azonban igaz vér nélkül-de meg kell küzdeni. A Felvidéki szlovákokat elég felajánlani a lakosságcserét. (A kisebb erőszakos kísérleteket ugyanúgy altatással fojtják el. A románok nyíltan támadnak, de a gaboritkerítésen semmi se tud áttörni. Bosszúból a magyar lakta területeket akarják bombázni, de Fulgur átveszi az irányítást a repülők felett és lakatlan területre szórja a bombákat. Bácska és Bánát kitelepítése ugyanúgy megy, mint a Felvidéké csak erősebb az ellenállás. A következő tíz évet a gaboritkerítés mögött töltik és amíg a világban a II. világháború zajlik a magyarok békés úton új társadalmat hoznak létre.
Ebben szigorú sajtócenzúra van erőszak és erotika ábrázolása tilos, agglegény hivatalt nem viselhet, a legjobb családapák lesznek az állam vezetői. A tíz parancsolatba ütköző vétkezőket(pl: házasságtörők, munkakerülők, sőt a pletykás vénasszonyok is) a Szaharába száműzik, ahol mint Néma Vezeklők munkával nevelik át.Arról azonban biztosítanak bennünket, hogy tömeges kitelepítésre csak két évig volt szükség és idővel mindenki visszatér, kisebb vétségeket önként vállalt közösségi feladatok végrehajtásával büntetnek.
|  | Itt a vége a cselekmény részletezésének! |

## Megjelenés, utóélet
Folytatásokban a Magyar Cserkész folyóiratban jelent meg 1933-tól 1936-ig, Márton Lajos illusztrációival.Kötetben azonban csak 1944-ben adta ki a Zászlónk. Egyes fejezeteket hozzá is kell igazítani a történelmi eseményekhez, amint ez a kiadó előszavából is kiderül.
A folyóiratban megjelent változatban például a Felvidék visszaszerzésekor a csehekkel is meg kellett küzdeni, időközben azonban Hitler bejelentette igényét a csehországi Szudéta-vidékre, így a könyvben már ő kapta meg Csehországot. A Fulgur egy tetralógia olvasási sorrendben harmadik kötete. (A kiadásban másodiknak jelent meg.)
Lurkó- Fulgur gyerekkora 1944
Iluska-Fulgur házassága 1945
Fulgur- 1944
Csibészklub-1944 új kiadás 1990
1945 után Koszter atyának csak egy egyházi témájú könyve jelenhetett meg. A Fulgur 2013-ban újra kiadták, de addig is több tudományos-fantasztikus irodalommal, vagy ifjúsági irodalommal is említi, sőt Kamarás István, hogy egy kollégája a sci-firől szóló olvasáskutatási tanulmányban szerepeltette volna, de ez végül sose készült el.
- Koszter Atya: Fulgur; ill. Márton Lajos; Élet Ny., Bp., 1944 (Zászlónk-könyvek)

## Részlet a könyvből
„Nehéz és áldozatos munkára hívlak titeket. Lehet, hogy ott kell hagyni édesanyát, édesapát, otthont, barátokat. Lehet hogy le kell mondani gyerekjátékokról, szerelemről, az élet minden öröméről. Lehet, hogy koldusként vagy szolgaként kell élni évekig; lehet hogy ölni kell ezreket szemrebbenés nélkül; lehet hogy meg kell halni egyetlen hang nélkül, kínos gyötrelmes halállal egyetlen áruló hang nélkül, vállaljátok?
-Vállaljuk! ”
Részlet a Fulgurból